# メグロ (エンジン)
メグロとは、株式会社目黒製作所（現・カワサキモータース株式会社）、およびその後身会社であるニュー・メグロ株式会社、メグロ発動機株式会社が開発･生産した競走車用エンジンである。稼動期間は1950年～1995年。

## ダート時代

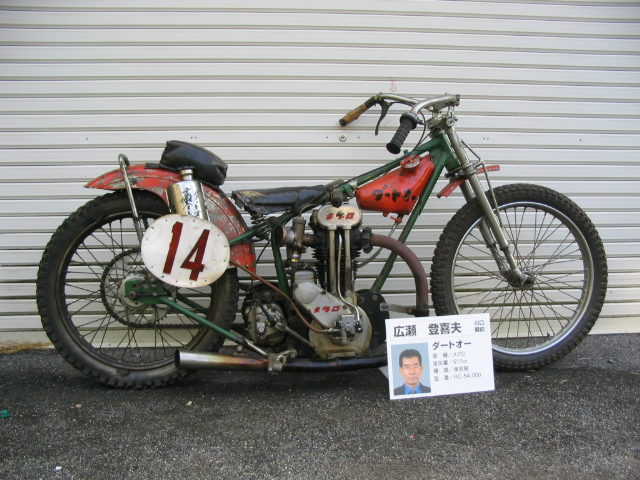
ダート時代のメグロを搭載した競走車「ダートオー」号

1950年、オートレースが誕生した時からメグロはオートレースで活躍していた。

当初は戦前に生産された「メグロ号」をそのまま使用していたが、キョクトーの出現に大いに刺激され専用エンジンの開発と従来機への改良を施し、大幅な強化を果たした。

その結果、黎明期にあっては数十種類のエンジンが乱立したダート期において、トライアンフと並ぶ主流のエンジンとしての地位を確立したのである。

トライアンフとは異なり派手さは無く、如何にも地味なエンジンといった趣だったが、その堅牢な構造と馬力の高さが好評となり、特に2級車や1級車単気筒での需要が高かった。

## 舗装路時代

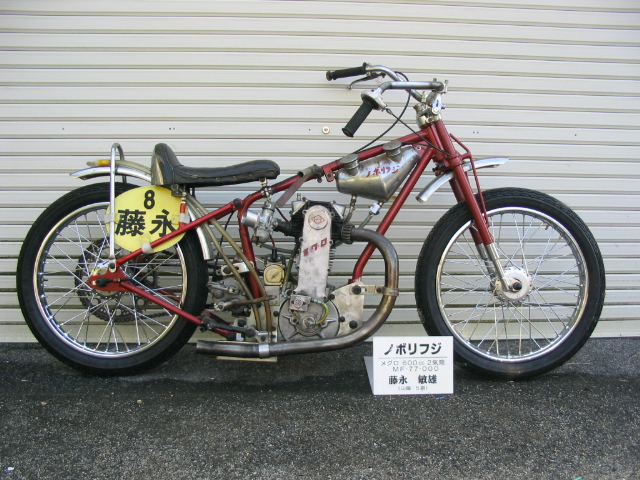
1級車メグロを搭載した競走車「ノボリフジ」号

1967年～1968年の全オートレース場舗装路改修後、メグロは359ccの3級車、512ccの2級車、600ccと625ccの1級車単気筒を生産し続けた。

2級車や1級車単気筒の需要が高く、特に2級車においては、ほとんどの選手がメグロの2級車に乗っていたと言っても過言ではない。ただ、この3級車や2級車はやはり直線のパワーは全くと言っていいほど無く、トラと比較するべくも無いほど非力なエンジンであった。従って、この頃の3級車や2級車は「1着はあっても2着はない」というのが半ば常識となっていた。

一方、キョクトーが不振に喘いでいる現状もあってか、1級車単気筒の需要はトーヨー以上のものがあり、また、性能も高水準であった。
しかし、当時の主力エンジンはやはりトラであった。全国区の選手達が使用するエンジンは依然トラで占められており、メグロはそこに割って入ることが出来ず、中々大きな舞台では活躍できなかった。

## 「打倒トラ」の急先鋒、メグロ二気筒

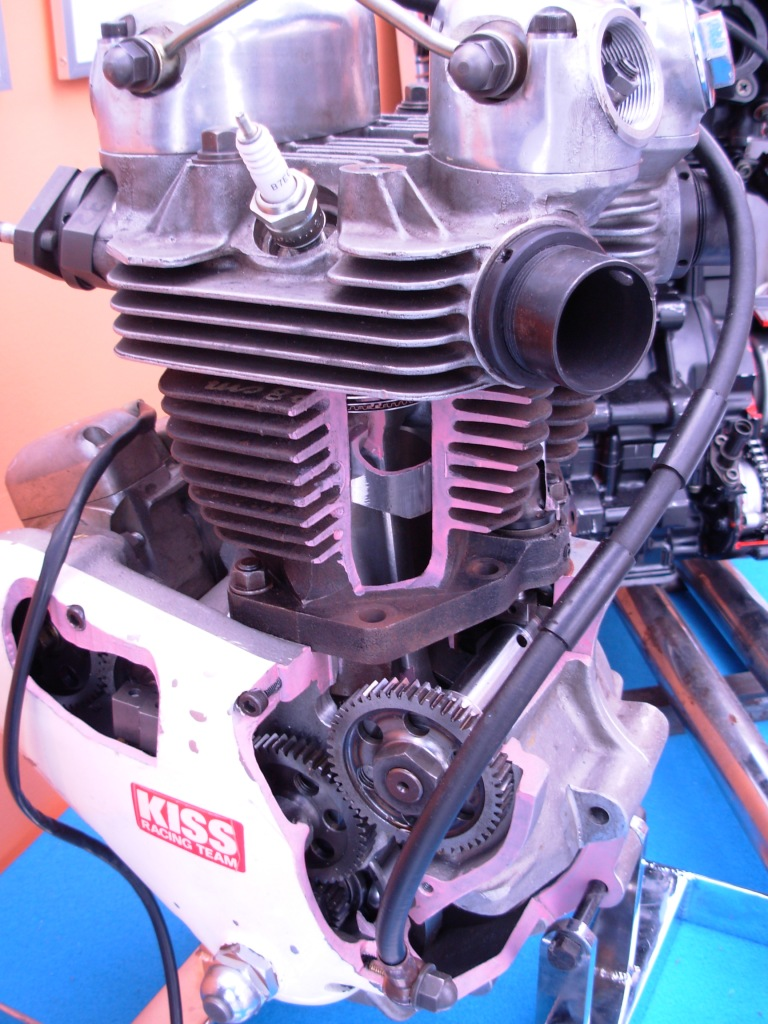
メグロ二気筒MR型（カットエンジン）

1980年、メグロ発動機がOHV二気筒663ccの新エンジンMR型を発表した。これがメグロ二気筒である。長年、メグロ発動機は研究用としてトラを所有しており、トラをベースに改良を施した2気筒エンジンであった。ただ、このエンジンは原型機であるトラと比較した場合、ストロークや圧縮比等が若干低く、当初選手間での評判は芳しくなくあまり出回ってはいなかった。

しかし、1983年に英国メリデン･トライアンフ社が業績悪化に伴い倒産すると、エンジンのみならず、部品ですら入手が困難になってしまい、選手によっては自ら海外に赴きパーツを買い付けるという事態が発生。そこで、性能的にはほとんど遜色なく、国産で部品の供給が安定しているメグロニ気筒に乗り替わる選手が増加した。また、一度はトラに乗ったものの乗りこなせず、やむなく単気筒に乗り戻った選手の多くがこのメグロ二気筒に乗り替わった。

そして1984年、第16回日本選手権オートレースで進藤敏彦（山陽オートレース場所属、引退）が、翌1985年の第17回日本選手権オートレースで篠崎実（9期、川口オートレース場所属)がこのメグロ二気筒で優勝を飾った。これを期に登録台数が一気に増加しトラを圧倒。念願の「打倒トラ」を果たしたのである。

しかし、1988年にHKSがニューフジ二気筒を発表すると、それまで単気筒にこだわって乗っていた選手までもがニューフジニ気筒に乗り替えてしまい、メグロのシェアは一気に下降した。

## セア移行後
1993年10月、全選手がセアに一斉に乗り替わり、それまで使用されていたエンジンは姿を消した。

しかし、1993年7月にデビューした23期生は全員メグロ2級車で選手養成を受けている。2級車「AR500 セアジュニア」（499cc、DOHC2気筒4バルブ）は1993年10月の段階で開発中であり、彼らはメグロ2級車を2年乗った後、セア1級車へ乗り替わっている。

この23期からは池田政和（船橋オートレース場所属）、浦田信輔（飯塚オートレース場所属）などのSGホルダーを輩出している。彼らはセアに単気筒エンジンで挑んだ唯一の世代であった。

ちなみに22期生までは2級車約2年→1級車単気筒1年→1級車二気筒という乗り替わり体系を取っていた。
現在、メグロ発動機株式会社は練習用エンジンの供給とセアを含むオートレース用エンジンの整備委託業務で存続している。

## 諸元
| 型式         | メグロMW型     |
| 冷却方式     | 空冷           |
| 気筒数       | 1              |
| 弁機構       | DOHC4バルブ    |
| 排気量       | 605cc          |
| 内径×行程    | φ92.0×91.0mm   |
| 最高出力     | 56ps/7500rpm   |
| 最大トルク   | 6.5kgm/5000rpm |
| 乾燥重量     | 32.0kg         |
| 点火方式     | マグネトー     |
| 価格（当時） | 400,000円      |

| 型式       | メグロMP型     |
| 冷却方式   | 空冷           |
| 気筒数     | 1              |
| 弁機構     | SOHC2バルブ    |
| 排気量     | 512cc          |
| 内径×行程  | φ82.2×96.5mm   |
| 最高出力   | 45ps/7500rpm   |
| 最大トルク | 5.0kgm/5000rpm |
| 乾燥重量   | 32.0kg         |
| 点火方式   | マグネトー     |